# Dobry
Dobry (niem. Döbern (Ostpr.)) – wieś w Polsce położona w województwie warmińsko-mazurskim, w powiecie elbląskim, w gminie Godkowo.
Do 1954 roku siedziba gminy Dobry. W latach 1954–1971 wieś należała i była siedzibą władz gromady Dobry, po jej zniesieniu w gromadzie Godkowo. W latach 1975–1998 miejscowość administracyjnie należała do województwa elbląskiego. Miejscowość leży w historycznym regionie Prus Górnych.
Wieś założona ok. 1354 r. W 1945 wkraczające oddziały radzieckie dopuściły się zbrodni wojennej, rozstrzeliwując mieszkańców miejscowości.
We wsi gotycki kościół (parafialny) pw. Matki Boskiej Królowej Polski z początków XV w., przebudowany w 1505 (pojawiły się elementy renesansowe) i ponownie przebudowany w latach 1717-1718 (pojawiły się elementy barokowe). Ołtarz główny pochodzi z 1687. Wieża z 1717, jej 2/5 stanowi czterospadowy hełm.
We wsi znajduje się poczta.